# Giresunspor
Giresunspor este un club de fotbal din Turcia, fondat prima oară în 1925, dar în 1967 a fuzionat cu Yeșiltepespor Akıngençlikspor și Beșiktașspor.